# Episodi di TV Reader's Digest (prima stagione)
La prima stagione della serie televisiva TV Reader's Digest è andata in onda negli Stati Uniti dal 17 gennaio 1955 all'11 luglio 1955 sulla ABC.
| nº | Titolo originale                               | Prima TV USA     |
| -- | ---------------------------------------------- | ---------------- |
| 1  | The Last of the Old Time Shooting Sheriffs     | 17 gennaio 1955  |
| 2  | Trouble on the Double                          | 24 gennaio 1955  |
| 3  | Mrs. Robert Louis Stevenson                    | 30 gennaio 1955  |
| 4  | How Chance Made Lincoln President              | 7 febbraio 1955  |
| 5  | I'll Pick More Daisies                         | 14 febbraio 1955 |
| 6  | Top Secret                                     | 21 febbraio 1955 |
| 7  | A Matter of Life and Death                     | 28 febbraio 1955 |
| 8  | The End of Blackbeard the Pirate               | 7 marzo 1955     |
| 9  | The American Master Counterfeiters             | 14 marzo 1955    |
| 10 | America's First Great Lady                     | 21 marzo 1955    |
| 11 | The Manufactured Clue                          | 28 marzo 1955    |
| 12 | Incident on the China Coast                    | 4 aprile 1955    |
| 13 | How Charlie Faust Won a Pennant for the Giants | 11 aprile 1955   |
| 14 | Honeymoon in Mexico                            | 18 aprile 1955   |
| 15 | The Great Armored Car Robbery                  | 25 aprile 1955   |
| 16 | A Million Dollar Story                         | 2 maggio 1955    |
| 17 | Dear Friends and Gentle Hearts                 | 9 maggio 1955    |
| 18 | France's Greatest Detective                    | 16 maggio 1955   |
| 19 | Around the Horn to Matrimony                   | 23 maggio 1955   |
| 20 | The Anatomy of a Graft                         | 30 maggio 1955   |
| 21 | Human Nature Through a Rear View Mirror        | 6 giugno 1955    |
| 22 | Mr. Pak Takes Over                             | 13 giugno 1955   |
| 23 | My First Bullfight                             | 20 giugno 1955   |
| 24 | Comrade Lindemann's Conscience                 | 27 giugno 1955   |
| 25 | Six Hours of Surgery                           | 4 luglio 1955    |
| 26 | The Baron and His Uranium Killing              | 11 luglio 1955   |

## The Last of the Old Time Shooting Sheriffs
- Prima televisiva: 17 gennaio 1955

### Trama
- Guest star: Russell Simpson (sceriffo Jim Roberts), John Hamilton (sindaco Carver), Jimmy Hawkins (Bokker), Chubby Johnson (rancher), Francis McDonald (Barber), William Fawcett (Charlie), Richard Reeves (Swanson), Bobby Taylor, Tommy Kirk, Al Wyatt Sr., Boyd 'Red' Morgan, William Henry, Myron Healey (madre di Cowpoke)

## Trouble on the Double
- Prima televisiva: 24 gennaio 1955

### Trama
- Guest star: George Chandler (dottore), Nancy Gates (Expectant Mother), Peter Graves (Expectant Father)

## Mrs. Robert Louis Stevenson
- Prima televisiva: 30 gennaio 1955

### Trama
- Guest star: Wallis Clark (Thomas), Doris Lloyd (Stevenson), Douglass Montgomery (Robert Louis Stevenson), Martha Scott (Mrs. Robert Louis Stevenson)

## How Chance Made Lincoln President
- Prima televisiva: 7 febbraio 1955

### Trama
- Guest star: Richard Gaines (Abraham Lincoln), Ken Hardison (Robert Lincoln), Vivi Janiss (Mary Todd Lincoln)

## I'll Pick More Daisies
- Prima televisiva: 14 febbraio 1955

### Trama
- Guest star: Jeanne Cagney (Martha Wilkerson), Kim Charney (Don Wilkerson as a Boy), Phyllis Coates (madre), Richard Denning (Don Wilkerson), Diane Jergens (Jill), Maudie Prickett (Birdie), Barry Truex (Don Wilkerson Jr.), Joan Vohs (Marie)

## Top Secret
- Prima televisiva: 21 febbraio 1955

### Trama
- Guest star: Fred Essler (Louie Meyer), Leonid Kinskey (Karl), Fritz Feld (Semanov), Otto Waldis (Meinstudt), Alfred Linder (Rupert), Edit Angold (Mrs. Kullman), Aaron Spelling

## A Matter of Life and Death
- Prima televisiva: 28 febbraio 1955

### Trama
- Guest star: Erville Alderson (Adult Vernon Kimble), Bobby Driscoll (Young Radford Sawyer), Ella Ethridge (Ma Sawyer), Frank Ferguson (Pa Sawyer), Paul Hoffman (Harlan), Mitchell Kowall (Cullen), Jimmy Ogg (Young Vernon Kimble), Minor Watson (Adult (Dr.) Radford Sawyer)

## The End of Blackbeard the Pirate
- Prima televisiva: 7 marzo 1955

### Trama
- Guest star: Claude Akins (Casco), Leo Britt (Eden), Russ Conway (Hargrave), Felicia Farr (Mary), Keith Hitchcock (Gibbs), Skelton Knaggs (Gibson), Robert Knapp (tenente Robert Maynard), Jeff Morrow (Blackbeard), Kay Stewart (Rita)

## The American Master Counterfeiters
- Prima televisiva: 14 marzo 1955

### Trama
- Guest star: Roy Roberts (detective William J. Burns), George O'Hanlon (Cliff Hampton), Robert Crosson (Lawrence), James Nusser (Harry Griffin), Ralph Dumke (Thompson), Ian Wolfe (Blaney), John Harmon (Jenkins), Harlan Warde (Hotchkiss), Archer MacDonald (Office Boy), Tom Daly (Randolph), Rankin Mansfield (William J. Mason)

## America's First Great Lady
- Prima televisiva: 21 marzo 1955

### Trama
- Guest star: Michael Ansara (Powhatan), Paul Cavanagh (Sir Christopher), Richard Ney (capitano John Smith), John Stephenson (John Rolfe), Gloria Talbott (Pocahontas)

## The Manufactured Clue
- Prima televisiva: 28 marzo 1955

### Trama
- Guest star: Chuck Connors (Charlie Masters), Douglas Spencer (Frank Heath), Paul Stewart (Larry Sears)

## Incident on the China Coast
- Prima televisiva: 4 aprile 1955

### Trama
- Guest star: Dan Barton (Robert Thorpe), Linda Bennett (Durant Daughter), Robert Bray (Durant), Ann Doran (Mrs. Durant), Joan Elan (Rose), Noel Toy (hostess)

## How Charlie Faust Won a Pennant for the Giants
- Prima televisiva: 11 aprile 1955

### Trama
- Guest star: Lee Marvin (Charlie Faust), Alan Reed (Manager John McGraw), Lee Van Cleef (Mike)

## Honeymoon in Mexico
- Prima televisiva: 18 aprile 1955

### Trama
- Guest star: Merry Anders (Sally), Rafael Campos (Pedro), Richard Long (Jack), Anthony Numkena (Toledo)

## The Great Armored Car Robbery
- Prima televisiva: 25 aprile 1955

### Trama
- Guest star: Alex Nicol (Johnny Martin), Dorothy Green (Nora Martin), Ted de Corsia (Vic Thomas), Mickey Knox (Frankie), Robert Foulk (Harry Johnson), Wally Cassell (Russ), Carl Milletaire (Ernie), Gene Roth (George Hammond), Joe Bassett (Walt Edwards), Edward McNally (Stan Edwards)

## A Million Dollar Story
- Prima televisiva: 2 maggio 1955

### Trama
- Guest star: Joyce Arling (Jane), Joe Bassett, James Bell (Decker), Julie Bishop (Agnes), Willis Bouchey (capitano Ferris), Louis Jean Heydt (reporter), Milburn Stone (Brewster)

## Dear Friends and Gentle Hearts
- Prima televisiva: 9 maggio 1955

### Trama
- Guest star: Parley Baer, Joan Camden (Jane McDowell Foster), Alan Dexter, Jerry Hausner, Johnny Johnston (Stephen Foster), Paul Maxey, Max Showalter, Napoleon Simpson (zio Ned), Harlan Warde (Dunning Foster)

## France's Greatest Detective
- Prima televisiva: 16 maggio 1955

### Trama
- Guest star: Claude Akins (scagnozzo di Dupont), Edgar Barrier (Camecasse), Lawrence Dobkin (Renault), Arthur Franz (Alphonse Bertillon), Ian MacDonald (Andrieux), Gene Reynolds (Hugo), Philip Van Zandt (Boyaval)

## Around the Horn to Matrimony
- Prima televisiva: 23 maggio 1955

### Trama
- Guest star: Robert Hutton (Prof. Asa Mercer), Donna Martell (Emma Scofield), Jan Shepard (Louella), Dan Seymour (capitano), Dee J. Thompson (Hope), Nancy Kulp (Ruth), Juney Ellis (Rachel), Harry Harvey (Ben Holladay), Dennis King Jr. (editore of the Herald), Robert Clarke (Rev. Dr. Socifeld), Edmund Cobb (Cop), Leonard P. Geer (Seattle Man), Jean Harvey (Older Woman), Earle Hodgins (Deputy Marshal)

## The Anatomy of a Graft
- Prima televisiva: 30 maggio 1955

### Trama
- Guest star: Gene Barry (Victor Martin), Jaclynne Greene (Jean Martin), Howard St. John (Cal Iverson), Emerson Treacy (padre)

## Human Nature Through a Rear View Mirror
- Prima televisiva: 6 giugno 1955

### Trama
- Guest star: Eddie Albert (Joey White), William Henry (Dick Wilson), Jil Jarmyn (Marge Wilson), Sid Melton (Max), Herb Vigran (Paul), Sarah Selby (Helen), Sidney Clute (Eddie Connors), Victor French (Bill), Charles Cane (New Jersey Passenger)

## Mr. Pak Takes Over
- Prima televisiva: 13 giugno 1955

### Trama
- Guest star: Philip Ahn (Mr. Pak - Interpreter), Dan Barton, James Edwards, Walter Kelly, Kenneth Tobey (Herbert)

## My First Bullfight
- Prima televisiva: 20 giugno 1955

### Trama
- Guest star: Chalo Alvarado (Gaona), Edward Colmans (Hernandez), Nacho Galindo (Fuente), George Huerta (Manuel), Jack Kelly (Sidney Franklin)

## Comrade Lindemann's Conscience
- Prima televisiva: 27 giugno 1955

### Trama
- Guest star: Alf Kjellin (Hasso Lindemann), Kurt Katch (Herr Lasseman), Maria Palmer (Ilse)

## Six Hours of Surgery
- Prima televisiva: 4 luglio 1955

### Trama
- Guest star: Jean Byron (Head Nurse), Walter Kingsford (Chief Surgeon Charles), Damian O'Flynn (Associate Surgeon Marshall), Robert Osterloh (Anesthetist Evans), Jerry Paris (Associate Surgeon)

## The Baron and His Uranium Killing
- Prima televisiva: 11 luglio 1955

### Trama
- Guest star: Marcel Dalio (The Baron), Peter Brocco (Bethier), Steven Geray (Gaillard), Gladys Holland (The Baroness)